# Vallée d'Aoste Jambon de Bosses
Ne doit pas être confondu avec le jambon Aoste.
Vallée d'Aoste Jambon de Bosses, également appelé bossolein, est l'appellation d'origine d'un jambon cru  transformé dans la commune montagneuse de Saint-Rhémy-en-Bosses.
En 2022, cette appellation est commercialement préservée via une Appellation d'origine protégée.

## Description
Il s'agit d'une salaison séchée naturellement et transformée en quantités limitées dans la commune de  Saint-Rhémy-en-Bosses à partir de cuisses de cochons nés, élevés et abattus par les agriculteurs de l’Émilie-Romagne et de la Lombardie, selon un cahier des charges enregistré à la Commission européenne.
Cette production agricole n'a aucun rapport avec des transformations agroalimentaires industrielles commercialisées sous la marque Aoste.